# Eastwind Airlines
Eastwind Airlines fue una aerolínea formada a mediados de 1995 con sede en Trenton, Nueva Jersey, Estados Unidos, y más tarde en Greensboro, Carolina del Norte.

## Historia
La aerolínea comenzó a operar en agosto de 1995. Jim McNally, un antiguo analista de Price Waterhouse que lideró los grupos de recuperación de esa compañía cuando diversas otras aerolíneas solicitaban asistencia en administración e inversión, estableció la compañía aérea. La compañía de papel de McNally halló un benefactor en UM Holdings, una entidad de inversiones ubicada en Haddonfield, Nueva Jersey, la cual aportó capital de inversión. 
Eastwind eligió Trenton porque ninguna aerolínea importante operaba allí y la aerolínea creía que podría atraer pasajeros de Filadelfia y la ciudad de Nueva York. La sede se trasladó a Greensboro en 1996 después de que Continental Airlines finalizara las operaciones de Continental Lite en Greensboro.
Debido a la corta pista del Aeropuerto Trenton-Mercer, la aerolínea sirvió a Filadelfia por un corto tiempo, pero consolidó sus vuelos de regreso a Trenton, Nueva Jersey, a principios de 1999 cuando Delta Air Lines rescindió su contrato para manejar los servicios terrestres.
En 1999, la aerolínea estaba en una situación desesperada, con algunos problemas de rendimiento y graves dificultades financieras. En julio de 1999, la aerolínea despidió a varios altos directivos, incluido su director general.
La situación financiera de la aerolínea se deterioró cuando se compraron dos nuevos aviones Boeing 737-700 en 1997. Los problemas de servicio crearon tensión con sus clientes, lo que dio lugar a un gran número de quejas presentadas ante la FAA. En 1999, dos pasajeros en Greensboro que temían quedar varados allí se negaron a bajar de un avión, lo que obligó al capitán a llamar a las autoridades.
Pese a que la gerencia de la aerolínea se resistió a declarar su quiebra, en octubre de 1999, tres acreedores presentaron una solicitud de quiebra voluntaria en un esfuerzo por forzar a la compañía a liquidarse.  La compañía aérea interrumpió todas sus actividades poco después.  Los dos 737-700 fueron comprados por Southwest Airlines y Shanghai Airlines, en cambio, los tres últimos 737-200 fueron retirados de la flota y retirados de manera definitiva (uno continúa funcionando como entrenador de incendios y el resto fue desguazado en 2000).

## Destinos

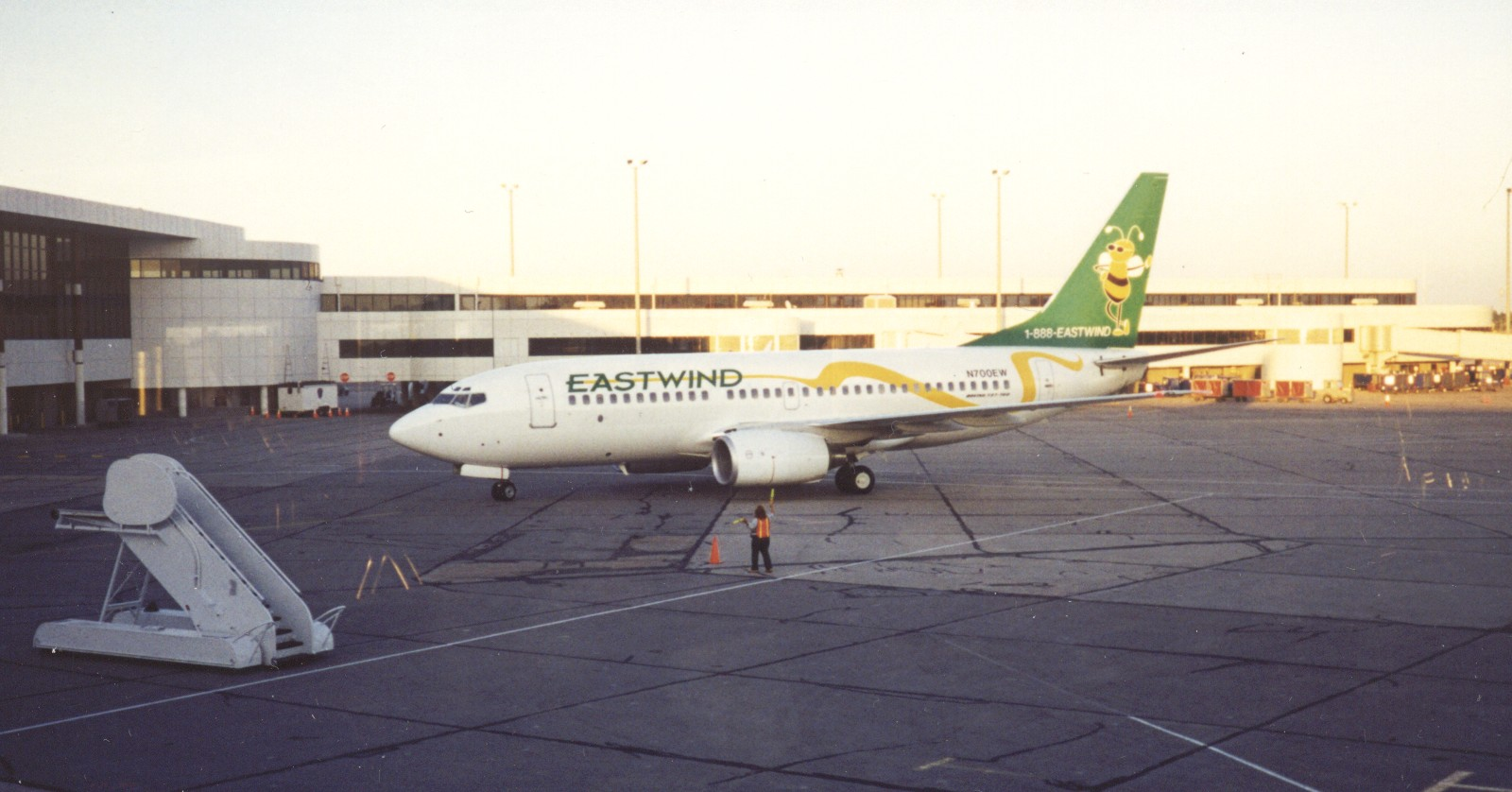
Un Boeing 737-700 de Eastwind Airlines en Greater Rochester, Nueva York, en 1998

La aerolínea sirvió a los siguientes destinos en el este de los Estados Unidos en varios momentos de su existencia:
Florida
- Fort Lauderdale (Aeropuerto Internacional de Fort Lauderdale-Hollywood)[3]
- Jacksonville, Florida (Aeropuerto Internacional de Jacksonville)[1][9]
- Orlando (Aeropuerto Internacional de Orlando)[3][7]
- San Petersburgo (Aeropuerto Internacional de San Petersburgo Clearwater) [7]
- Tampa (Aeropuerto Internacional de Tampa) [3]
- West Palm Beach (Aeropuerto Internacional de Palm Beach) [1] [9]

Georgia
- Atlanta (Aeropuerto Internacional Hartsfield-Jackson de Atlanta)[9]

Massachusetts
- Boston (Aeropuerto Internacional Logan)

Nueva Jersey
- Trenton (Aeropuerto de Trenton-Mercer)

### Nueva York
- Rochester (Aeropuerto Internacional de Greater Rochester)
- Nueva York (Aeropuerto LaGuardia)

Carolina del Norte
- Greensboro / High Point / Winston-Salem (Aeropuerto Internacional Piedmont Triad)

Pensilvania
- Filadelfia (Aeropuerto Internacional de Filadelfia)
- Pittsburgh (Aeropuerto Internacional de Pittsburgh)

Rhode Island
- Providencia (Aeropuerto TF Green)

Virginia
- Richmond (Aeropuerto Internacional de Richmond)
- Área de Washington D. C. (Aeropuerto Internacional Washington Dulles)

## Flota
En el apogeo de sus operaciones, en 1998, la aerolínea operaba una flota de tres aviones Boeing 737-200 y dos Boeing 737-700 . A lo largo de su historia, Eastwind tuvo en su haber un total de cinco 737-200 de primera generación, dos de los cuales fueron vendidos como desguace en 1997.

## Incidentes

Boeing 737-200 de Eastwind (N221US) visto en el Aeropuerto Internacional de Tampa dos años después de los problemas experimentados por el vuelo 517.

El 9 de junio de 1996, el vuelo 517 de Eastwind Airlines, un Boeing 737-2H5, experimentó una pérdida de control del timón mientras se aproximaba a Richmond desde Trenton . Un asistente de vuelo resultó herido menor y el avión no sufrió daños como consecuencia del incidente. En el momento del suceso la velocidad del avión era de aproximadamente 250 nudos y se encontraba a 4.000 pies sobre el nivel del mar. Al aproximarse, la tripulación experimentó un movimiento inesperado del timón que hizo que el avión se inclinara hacia la derecha. La tripulación utilizó el timón opuesto para evitar que el avión volcara. Treinta segundos después, el avión se enderezó y volvió a volar con normalidad. Mientras la tripulación realizaba la lista de verificación de emergencia, el avión volvió a volcarse hacia la derecha. Pasaron otros treinta segundos antes de que el avión volviera a nivelarse. La tripulación declaró una emergencia y aterrizó sano y salvo en Richmond. La investigación de este incidente ayudaría más tarde a resolver otros dos accidentes sin resolver: el vuelo 585 de United Airlines y el vuelo 427 de USAir.[cita requerida]